# Don't Look Back (Nat Adderley)
Don't Look Back è un album discografico a nome della Nat Adderley Septet, pubblicato nel 1976 in Danimarca dall'etichetta SteepleChase Records e nel 1977 negli Stati Uniti dalla Inner City Records (IC 2059).

## Tracce
Lato A
1. Funny Funny – 6:10 (Nat Adderley)
2. K. High – 9:20 (Buddy Williams)
3. Just a Quickie – 4:50 (Fernando Gumbs)

Durata totale: 20:20
Lato B
1. I Think I Got It – 7:08 (Onaje Allan Gumbs)
2. Home – 6:30 (Ken McIntyre)
3. Don't Look Back – 7:30 (Harold Vick)

Durata totale: 21:08
Edizione CD del 1987, pubblicato (in Danimarca) dalla SteepleChase Records (SCCD 31059)
1. Funny Funny – 6:10 (Nat Adderley)
2. K. High – 9:31 (Ira Buddy Williams)
3. Just a Quickle – 4:50 (Fernando Gumbs)
4. I Think I Got It – 6:58 (Onaje Allan Gumbs)
5. Home – 6:30 (Ken McIntyre)
6. Don't Look Back – 7:30 (Harold Vick)
7. Home (Take 1) – 6:54 (Ken McIntyre) – Bonus Track - Previously Unissued

Durata totale: 48:23

## Musicisti
- Nat Adderley - cornetta
- Ken McIntyre - strumenti a fiato (sassofono alto, clarinetto basso, flauto, oboe)
- John Stubblefield - strumenti a fiato (sassofono tenore, sassofono soprano)
- Onaje Allan Gumbs - tastiere (pianoforte acustico, pianoforte elettrico, clavinet)
- Fernando Gumbs - basso
- Ira Buddy Williams - batteria
- Victor See Yuen - congas, percussioni